# I liga brazylijska w piłce nożnej (1973)
Brazylia 1973
Mistrzem Brazylii został klub SE Palmeiras, natomiast wicemistrzem Brazylii – klub São Paulo.
Do Copa Libertadores w roku 1974 zakwalifikowały się następujące kluby:
- SE Palmeiras (mistrz Brazylii),
- São Paulo (wicemistrz Brazylii).

W 1973 roku w rozgrywkach I ligi brazylijskiej wzięło udział 40 klubów. Nie było żadnych spadków, a w następnym sezonie I liga także liczyła 40 klubów.

## Campeonato Brasileiro Série A 1973

### Uczestnicy
W mistrzostwach Brazylii w 1973 roku wzięło udział 40 klubów – najlepszych w mistrzostwach stanowych 1972 roku.
Stan Alagoas reprezentował 1 klub: Clube de Regatas Brasil.
Stan Amazonas reprezentowały 2 kluby: Nacional FC, Rio Negro.
Stan Bahia reprezentowały 2 kluby: EC Bahia, EC Vitória.
Stan Ceará reprezentowały 2 kluby: Ceará SC, Fortaleza.
Dystrykt Federalny reprezentował 1 klub: CEUB EC.
Stan Espírito Santo reprezentował 1 klub: Desportiva Cariacica.
Stan Goiás reprezentował 1 klub: Goiás EC.
Stan Guanabara reprezentowało 6 klubów: America FC, Botafogo FR, CR Flamengo, Fluminense FC, Olaria AC, CR Vasco da Gama.
Stan Maranhão reprezentował 1 klub: Moto Club de São Luís.
Stan Mato Grosso reprezentował 1 klub: EC Comercial.
Stan Minas Gerais reprezentowały 3 kluby: América Mineiro, Atlético Mineiro, Cruzeiro EC.
Stan Pará reprezentowały 2 kluby: Paysandu SC, Clube do Remo.
Stan Parana reprezentowały 2 kluby: Athletico Paranaense, Coritiba FBC.
Stan Pernambuco reprezentowały 3 kluby: Náutico, Santa Cruz FC, Sport Recife.
Stan Piauí reprezentował 1 klub: SE Tiradentes.
Stan Rio Grande do Norte reprezentował 1 klub: América Natal.
Stan Rio Grande do Sul reprezentowały 2 kluby: Grêmio Porto Alegre, SC Internacional.
Stan Santa Catarina reprezentował 1 klub: Figueirense FC.
Stan São Paulo reprezentowało 6 klubów: Corinthians Paulista, Guarani FC, SE Palmeiras, Portuguesa, Santos FC, São Paulo.
Stan Sergipe reprezentował 1 klub: CS Sergipe.

### Format rozgrywek
W pierwszym etapie zgromadzono w jednej grupie 40 klubów – nie rozegrano jednak meczów systemem każdy z każdym. Każdy klub rozegrał 28 meczów – na podstawie uzyskanego dorobku sporządzono tabelę, z której do drugiego etapu awansowało 20 klubów.
W drugim etapie 20 klubów podzielono na dwie grupy po 10 klubów. Z każdej grupy do finałowego etapu awansowały 2 najlepsze kluby.
W finałowym etapie 4 kluby zagrały ze sobą systemem każdy z każdym. Dwa najlepsze kluby rozegrały ze sobą na boisku zwycięzcy finałowego etapu mecz decydujący o mistrzowskim tytule. W przypadku remisu mistrzem miał zostać zwycięzca finałowego etapu.

### Pierwszy etap

#### Mecze chronologicznie
| Data                 | Mecz                                                                                        |
| -------------------- | ------------------------------------------------------------------------------------------- |
| 25 sierpnia 1973     | Corinthians Paulista – America FC 0:0                                                       |
| 25 sierpnia 1973     | CEUB EC – Botafogo FR 0:0                                                                   |
| 25 sierpnia 1973     | Paysandu SC – SC Internacional 2:1 Ivanir, Leônidas – Escurinho                             |
| 25 sierpnia 1973     | SE Tiradentes – Fluminense FC 0:0                                                           |
| 25 sierpnia 1973     | Figueirense FC – Coritiba FBC 0:0                                                           |
| 25 sierpnia 1973     | Clube de Regatas Brasil – América Mineiro 0:1 Pedro Omar                                    |
| 25 sierpnia 1973     | EC Bahia – São Paulo 1:1 Mário s – Terto                                                    |
| 25 sierpnia 1973     | Moto Club de São Luís – Cruzeiro EC 0:3 Roberto Batata (2), Dirceu Lopes                    |
| 25 sierpnia 1973     | Sport Recife – Fortaleza 0:0                                                                |
| 25 sierpnia 1973     | Grêmio Porto Alegre – Santa Cruz FC 4:0 Botinha s, Loivo, Carlinhos, Oberti                 |
| 25 sierpnia 1973     | Desportiva Cariacica – CS Sergipe 2:0 Zezinho, Juci                                         |
| 25 sierpnia 1973     | Goiás EC – Olaria AC 0:0                                                                    |
| 25 sierpnia 1973     | EC Comercial – CR Flamengo 0:1 Sérgio                                                       |
| 25 sierpnia 1973     | Ceará SC – Náutico 2:2 Jorge Costa (2) – Vasconcelos, Odélio s                              |
| 25 sierpnia 1973     | Athletico Paranaense – EC Vitória 0:0                                                       |
| 25 sierpnia 1973     | América Natal – Rio Negro 0:0                                                               |
| 25 sierpnia 1973     | Clube do Remo – SE Palmeiras 0:2 Ronaldo (2)                                                |
| 26 sierpnia 1973     | Nacional – Guarani FC 1:1 Serginho – Flamarion                                              |
| 29 sierpnia 1973     | Moto Club de São Luís – Fluminense FC 1:4 Canhoteiro – Manfrini, Dionísio, Lula, Marins s   |
| 29 sierpnia 1973     | Figueirense FC – Botafogo FR 2:2 Neilor, Caco – Nílson, Ferretti                            |
| 29 sierpnia 1973     | Guarani FC – Corinthians Paulista 0:1 Roberto                                               |
| 29 sierpnia 1973     | Clube de Regatas Brasil – São Paulo 0:1 Ratinho                                             |
| 29 sierpnia 1973     | SE Tiradentes – Cruzeiro EC 1:1 Joel – Dirceu Lopes                                         |
| 29 sierpnia 1973     | América Mineiro – Sport Recife 4:1 Eli (2), Cândido, Rangel – Ivanildo                      |
| 29 sierpnia 1973     | Fortaleza – EC Bahia 1:1 Marciano – Chiquinho                                               |
| 29 sierpnia 1973     | Coritiba FBC – CEUB EC 2:1 Dreyer, Cláudio – Péricles                                       |
| 29 sierpnia 1973     | CS Sergipe – CR Vasco da Gama 0:3 Alcir, Fumanchu, Roberto Dinamite                         |
| 29 sierpnia 1973     | Goiás EC – CR Flamengo 1:0 Lincoln                                                          |
| 29 sierpnia 1973     | EC Comercial – Olaria AC 2:1 Gil, Nivaldo – Gessę                                           |
| 29 sierpnia 1973     | Rio Negro – SE Palmeiras 1:2 Nílson – Leivinha, César                                       |
| 29 sierpnia 1973     | EC Vitória – Santos FC 2:0 Almiro, Fernando Rabelo                                          |
| 29 sierpnia 1973     | Clube do Remo – Portuguesa 1:0 Roberto                                                      |
| 29 sierpnia 1973     | Desportiva Cariacica – Atlético Mineiro 2:0 Zezinho (2)                                     |
| 29 sierpnia 1973     | América Natal – Grêmio Porto Alegre 1:1 Careca – Humberto Ramos                             |
| 29 sierpnia 1973     | Santa Cruz FC – Ceará SC 1:1 Erb – Jorge Costa                                              |
| 30 sierpnia 1973     | Nacional – SC Internacional 0:0                                                             |
| 30 sierpnia 1973     | Paysandu SC – America FC 0:0                                                                |
| 30 sierpnia 1973     | Náutico – Athletico Paranaense 1:0 Borges                                                   |
| 31 sierpnia 1973     | Sport Recife – São Paulo 0:3 Ratinho (2), Pedro Rocha                                       |
| 31 sierpnia 1973     | América Mineiro – Fortaleza 1:0 Rangel                                                      |
| 31 sierpnia 1973     | CEUB EC – Figueirense FC 2:1 Péricles (2) – Almir                                           |
| 31 sierpnia 1973     | Botafogo FR – Fluminense FC 4:0 Marinho (2), Ferretti, Zequinha                             |
| 31 sierpnia 1973     | Nacional – America FC 1:1 China – Expedito                                                  |
| 31 sierpnia 1973     | Coritiba FBC – Corinthians Paulista 3:0 Zé Roberto, Dreyer, Cláudio                         |
| 31 sierpnia 1973     | Paysandu SC – Guarani FC 0:2 Flamarion, Jair                                                |
| 31 sierpnia 1973     | SC Internacional – Cruzeiro EC 0:1 Palhinha                                                 |
| 31 sierpnia 1973     | Rio Negro – Portuguesa 1:3 Nílson – Tatá (2), Cabinho                                       |
| 2 września 1973      | Clube de Regatas Brasil – EC Bahia 0:1 Altivo                                               |
| 2 września 1973      | Moto Club de São Luís – SE Tiradentes 0:1 Sima                                              |
| 2 września 1973      | EC Vitória – CR Vasco da Gama 0:0                                                           |
| 2 września 1973      | Santa Cruz FC – CR Flamengo 3:1 Wílton, Ramón, Givanildo – Sérgio                           |
| 2 września 1973      | Santos FC – SE Palmeiras 0:0                                                                |
| 2 września 1973      | Atlético Mineiro – Grêmio Porto Alegre 0:0                                                  |
| 2 września 1973      | Desportiva Cariacica – Clube do Remo 0:1 Alcino                                             |
| 2 września 1973      | Ceará SC – Athletico Paranaense 0:1 Buiăo                                                   |
| 2 września 1973      | América Natal – CS Sergipe 2:0 Careca, Élcio                                                |
| 2 września 1973      | Goiás EC – EC Comercial 2:0 Matinha, Paghetti                                               |
| 5 września 1973      | EC Bahia – Fluminense FC 0:1 Toninho                                                        |
| 5 września 1973      | Moto Club de São Luís – Botafogo FR 0:2 Nílson (2)                                          |
| 5 września 1973      | Figueirense FC – Corinthians Paulista 1:1 Caco – Jaílson s                                  |
| 5 września 1973      | Guarani FC – São Paulo 1:1 Bezerra – Pedro Rocha                                            |
| 5 września 1973      | CEUB EC – Cruzeiro EC 2:0 Dario, Marco Antônio                                              |
| 5 września 1973      | Sport Recife – SC Internacional 0:1 Escurinho                                               |
| 5 września 1973      | SE Tiradentes – Paysandu SC 2:0 Sima, Antenor s                                             |
| 5 września 1973      | Clube de Regatas Brasil – Nacional 1:1 Orlandinho – Serginho                                |
| 5 września 1973      | Fortaleza – Coritiba FBC 3:2 Hamílton Melo (2), Beijoca – Dreyer, Orlando                   |
| 5 września 1973      | Desportiva Cariacica – CR Vasco da Gama 0:1 Zanata                                          |
| 5 września 1973      | Olaria AC – CR Flamengo 0:1 Batata s                                                        |
| 5 września 1973      | Athletico Paranaense – SE Palmeiras 1:1 Caio – César                                        |
| 5 września 1973      | Santos FC – Grêmio Porto Alegre 0:0                                                         |
| 5 września 1973      | EC Comercial – Atlético Mineiro 1:1 Gil – Bira s                                            |
| 5 września 1973      | Rio Negro – Santa Cruz FC 1:0 Toninho                                                       |
| 5 września 1973      | Clube do Remo – Náutico 1:0 Roberto                                                         |
| 5 września 1973      | América Natal – Ceará SC 2:0 Gílson Porto (2)                                               |
| 5 września 1973      | Goiás EC – CS Sergipe 3:0 Tuíca, Lincoln, Ulisses                                           |
| 6 września 1973      | America FC – América Mineiro 1:0 Edu                                                        |
| 8 września 1973      | Nacional – Coritiba FBC 0:1 Paquito                                                         |
| 8 września 1973      | CR Vasco da Gama – Ceará SC 1:1 Renę – Da Costa                                             |
| 8 września 1973      | Portuguesa – Olaria AC 4:2 Cabinho (2), Wilsinho (2) – Jair, Tanesi                         |
| 9 września 1973      | Clube de Regatas Brasil – Fluminense FC 1:2 Orlandinho – Dionísio (2)                       |
| 9 września 1973      | SE Tiradentes – Botafogo FR 0:0                                                             |
| 9 września 1973      | Moto Club de São Luís – America FC 1:1 Alves – Tadeu                                        |
| 9 września 1973      | Corinthians Paulista – São Paulo 1:0 Marco Antônio                                          |
| 9 września 1973      | Guarani FC – CEUB EC 3:1 Lola, Bezerra, Alfredo – Cláudio                                   |
| 9 września 1973      | Cruzeiro EC – América Mineiro 1:0 Lima                                                      |
| 9 września 1973      | EC Bahia – SC Internacional 1:2 Douglas – Escurinho, Borjăo                                 |
| 9 września 1973      | Paysandu SC – Sport Recife 2:2 Edinho, Gonzaga – Meinha, Odilon                             |
| 9 września 1973      | Fortaleza – Figueirense FC 2:0 Hamílton Melo, Beijoca                                       |
| 9 września 1973      | CR Flamengo – Santos FC 0:1 Edu                                                             |
| 9 września 1973      | Grêmio Porto Alegre – SE Palmeiras 0:0                                                      |
| 9 września 1973      | Athletico Paranaense – Atlético Mineiro 0:1 Arlem                                           |
| 9 września 1973      | Náutico – Santa Cruz FC 0:0                                                                 |
| 9 września 1973      | CS Sergipe – Clube do Remo 1:0 Petronilho                                                   |
| 9 września 1973      | Rio Negro – EC Vitória 0:0                                                                  |
| 9 września 1973      | Goiás EC – América Natal 0:0                                                                |
| 9 września 1973      | EC Comercial – Desportiva Cariacica 0:0                                                     |
| 12 września 1973     | Fluminense FC – Guarani FC 3:0 Dionísio (2), Lula                                           |
| 12 września 1973     | Fortaleza – Botafogo FR 0:2 Nílson, Fischer                                                 |
| 12 września 1973     | SE Tiradentes – America FC 0:0                                                              |
| 12 września 1973     | Moto Club de São Luís – Corinthians Paulista 0:0                                            |
| 12 września 1973     | São Paulo – América Mineiro 1:0 Terto                                                       |
| 12 września 1973     | Figueirense FC – Cruzeiro EC 0:1 Roberto Batata                                             |
| 12 września 1973     | Clube de Regatas Brasil – SC Internacional 0:1 Borjăo                                       |
| 12 września 1973     | Sport Recife – Nacional 1:2 Odilon – Ronildo, Guerino                                       |
| 12 września 1973     | Paysandu SC – Coritiba FBC 0:1 Zé Roberto                                                   |
| 12 września 1973     | CEUB EC – EC Bahia 0:0                                                                      |
| 12 września 1973     | América Natal – CR Vasco da Gama 1:1 Joăo Daniel – Jorginho                                 |
| 12 września 1973     | CS Sergipe – CR Flamengo 0:1 Dario                                                          |
| 12 września 1973     | EC Vitória – Olaria AC 0:0                                                                  |
| 12 września 1973     | EC Comercial – Santos FC 1:0 Gil                                                            |
| 12 września 1973     | Goiás EC – Portuguesa 0:0                                                                   |
| 12 września 1973     | Rio Negro – Atlético Mineiro 1:2 Nílson – Arlem, Zé Carlos s                                |
| 12 września 1973     | Desportiva Cariacica – Náutico 1:0 Zezinho                                                  |
| 12 września 1973     | Ceará SC – SE Palmeiras 0:2 Leivinha, Careca                                                |
| 12 września 1973     | Santa Cruz FC – Clube do Remo 2:1 Ramón (2)- Caíto                                          |
| 15 września 1973     | Cruzeiro EC – EC Bahia 1:0 Roberto Batata                                                   |
| 15 września 1973     | Coritiba FBC – Sport Recife 3:0 Dreyer, Zé Roberto, Cláudio                                 |
| 15 września 1973     | CEUB EC – Clube de Regatas Brasil 1:2 Péricles – Mica, Altair                               |
| 15 września 1973     | Grêmio Porto Alegre – Olaria AC 2:0 Loivo, Oberti                                           |
| 16 września 1973     | Fluminense FC – America FC 2:0 Adílson (2)                                                  |
| 16 września 1973     | SC Internacional – Botafogo FR 0:1 Nílson                                                   |
| 16 września 1973     | SE Tiradentes – Corinthians Paulista 1:0 Caio                                               |
| 16 września 1973     | Fortaleza – São Paulo 0:0                                                                   |
| 16 września 1973     | Figueirense FC – Guarani FC 1:1 Luís Éverton – Mingo                                        |
| 16 września 1973     | Nacional – Paysandu SC 2:1 China (2) – Chiquinho                                            |
| 16 września 1973     | Moto Club de São Luís – América Mineiro 0:0                                                 |
| 16 września 1973     | Náutico – CR Vasco da Gama 2:1 Vasconcelos, Jorge Mendonça – Renę                           |
| 16 września 1973     | Atlético Mineiro – CR Flamengo 3:0 Romeu, Reinaldo, Cláudio                                 |
| 16 września 1973     | SE Palmeiras – Portuguesa 1:1 Leivinha – Wilsinho                                           |
| 16 września 1973     | Athletico Paranaense – Santos FC 0:2 Mazinho, Edu                                           |
| 16 września 1973     | América Natal – Santa Cruz FC 2:2 Élcio, Afonsinho – Luciano, Wílton                        |
| 16 września 1973     | Clube do Remo – Goiás EC 1:0 Mendes                                                         |
| 16 września 1973     | Desportiva Cariacica – Rio Negro 0:1 Zezinho                                                |
| 16 września 1973     | EC Vitória – Ceará SC 0:1 Zé Eduardo                                                        |
| 16 września 1973     | EC Comercial – CS Sergipe 1:0 Morais                                                        |
| 19 września 1973     | CR Vasco da Gama – Portuguesa 0:1 Tatá                                                      |
| 19 września 1973     | Atlético Mineiro – Santos FC 0:0                                                            |
| 21 września 1973     | SE Palmeiras – Olaria AC 1:0 Fedato                                                         |
| 22 września 1973     | Fortaleza – America FC 2:1 Amílton Rocha, Marciano – Expedito                               |
| 22 września 1973     | Corinthians Paulista – SC Internacional 1:0 Tiăo                                            |
| 22 września 1973     | América Mineiro – SE Tiradentes 0:0                                                         |
| 22 września 1973     | CEUB EC – Sport Recife 1:1 Dario – Edmílson                                                 |
| 22 września 1973     | Rio Negro – Goiás EC 1:0 Jorge Cuíca                                                        |
| 23 września 1973     | São Paulo – Fluminense FC 2:2 Pedro Rocha, Mirandinha – Manfrini (2)                        |
| 23 września 1973     | Nacional – Botafogo FR 1:1 Marcos Silveira – Dirceu                                         |
| 23 września 1973     | Guarani FC – Moto Club de São Luís 1:0 Mingo                                                |
| 23 września 1973     | Cruzeiro EC – Coritiba FBC 0:0                                                              |
| 23 września 1973     | Clube de Regatas Brasil – Paysandu SC 3:2 Orlandinho (2), Silva – Cabecinha, Moreira        |
| 23 września 1973     | EC Bahia – Figueirense FC 1:0 Everaldo                                                      |
| 23 września 1973     | CR Vasco da Gama – CR Flamengo 2:2 Roberto Dinamite, Alfinete – Zico, Dario                 |
| 23 września 1973     | Ceará SC – Santos FC 2:0 Jorge Costa, Erandi                                                |
| 23 września 1973     | Grêmio Porto Alegre – Portuguesa 1:0 Mazinho                                                |
| 23 września 1973     | CS Sergipe – Atlético Mineiro 0:4 Reinaldo (2), Cláudio, Campos                             |
| 23 września 1973     | Santa Cruz FC – EC Vitória 1:0 Ramón                                                        |
| 23 września 1973     | EC Comercial – Náutico 1:2 Gil – Jorge Mendonça (2)                                         |
| 23 września 1973     | Clube do Remo – América Natal 1:2 Cosme s – Almir (2)                                       |
| 23 września 1973     | Athletico Paranaense – Desportiva Cariacica 1:0 Walter s                                    |
| 26 września 1973     | Figueirense FC – Fluminense FC 1:0 Adaírton                                                 |
| 26 września 1973     | Paysandu SC – Botafogo FR 0:1 Ferretti                                                      |
| 26 września 1973     | Coritiba FBC – America FC 2:0 Bráulio, Aladim                                               |
| 26 września 1973     | CEUB EC – São Paulo 0:0                                                                     |
| 26 września 1973     | Cruzeiro EC – Guarani FC 1:1 Juarez – Lola                                                  |
| 26 września 1973     | Nacional – EC Bahia 2:2 Marcos Silveira, Angelo – Douglas, Everaldo                         |
| 26 września 1973     | Moto Club de São Luís – Fortaleza 0:0                                                       |
| 26 września 1973     | SE Tiradentes – Clube de Regatas Brasil 1:1 Murilo – Tinteiro s                             |
| 26 września 1973     | EC Comercial – Rio Negro 1:1 Gil – Bira s                                                   |
| 26 września 1973     | Ceará SC – CR Flamengo 1:1 Vítor – Zico                                                     |
| 26 września 1973     | Santa Cruz FC – Olaria AC 1:0 Ramón                                                         |
| 26 września 1973     | SE Palmeiras – Náutico 2:0 Careca, Ademir                                                   |
| 26 września 1973     | América Natal – Santos FC 1:6 Santa Cruz – Pelé (3), Mazinho, Eusébio, Hermes               |
| 26 września 1973     | Desportiva Cariacica – Portuguesa 1:1 Zezinho – Calegári                                    |
| 26 września 1973     | EC Vitória – Atlético Mineiro 0:1 Pedro Paulo s                                             |
| 26 września 1973     | CS Sergipe – Grêmio Porto Alegre 1:2 Casca – Tarciso, Carlinhos                             |
| 26 września 1973     | Goiás EC – Athletico Paranaense 1:0 Lincoln                                                 |
| 27 września 1973     | Sport Recife – Corinthians Paulista 1:2 Mário – Rivelino, Draílson s                        |
| 27 września 1973     | Clube do Remo – CR Vasco da Gama 0:1 Roberto Dinamite                                       |
| 29 września 1973     | Nacional – CEUB EC 1:0 Serginho                                                             |
| 29 września 1973     | Athletico Paranaense – Santa Cruz FC 0:0                                                    |
| 30 września 1973     | Cruzeiro EC – Fluminense FC 0:0                                                             |
| 30 września 1973     | Botafogo FR – São Paulo 1:0 Fischer                                                         |
| 30 września 1973     | Clube de Regatas Brasil – Corinthians Paulista 0:3 Rivelino, Lance, Tiăo                    |
| 30 września 1973     | SC Internacional – America FC 0:0                                                           |
| 30 września 1973     | Guarani FC – Fortaleza 2:2 Washington, Barnabé – Amílton Rocha (2)                          |
| 30 września 1973     | Moto Club de São Luís – Sport Recife 0:2 Odilon, Ditinho                                    |
| 30 września 1973     | EC Bahia – Paysandu SC 3:0 Tírson, Fito, Marquinhos                                         |
| 30 września 1973     | Figueirense FC – SE Tiradentes 1:0 Severo                                                   |
| 30 września 1973     | Coritiba FBC – América Mineiro 0:2 Cândido (2)                                              |
| 30 września 1973     | Rio Negro – CR Vasco da Gama 0:0                                                            |
| 30 września 1973     | América Natal – CR Flamengo 0:3 Doval (2), Dario                                            |
| 30 września 1973     | Desportiva Cariacica – Olaria AC 1:1 Silva s – Antoninho                                    |
| 30 września 1973     | SE Palmeiras – Atlético Mineiro 1:0 Fedato                                                  |
| 30 września 1973     | Náutico – Santos FC 0:3 Edu (2), Eusébio                                                    |
| 30 września 1973     | Ceará SC – Portuguesa 1:1 Vítor – Tatá                                                      |
| 30 września 1973     | Goiás EC – Grêmio Porto Alegre 0:2 Tarciso (2)                                              |
| 30 września 1973     | Clube do Remo – EC Comercial 1:0 Roberto                                                    |
| 30 września 1973     | CS Sergipe – EC Vitória 0:1 Fernando Rabelo                                                 |
| 3 października 1973  | América Mineiro – Fluminense FC 0:0                                                         |
| 3 października 1973  | Guarani FC – Botafogo FR 1:1 Lola – Nílson                                                  |
| 3 października 1973  | CEUB EC – America FC 1:0 Cláudio                                                            |
| 3 października 1973  | EC Bahia – Corinthians Paulista 0:1 Lance                                                   |
| 3 października 1973  | Moto Club de São Luís – São Paulo 1:4 Agnaldo – Pedro Rocha (2), Piau, Mirandinha           |
| 3 października 1973  | Paysandu SC – Cruzeiro EC 1:2 Prado – Antenor s, Dirceu Lopes                               |
| 3 października 1973  | Fortaleza – SC Internacional 0:0                                                            |
| 3 października 1973  | Clube de Regatas Brasil – Sport Recife 0:3 Rubem Salim (2), Odilon                          |
| 3 października 1973  | Figueirense FC – Nacional 0:0                                                               |
| 3 października 1973  | SE Tiradentes – Coritiba FBC 2:1 Carlos Alberto, Caio – Orlando                             |
| 3 października 1973  | Santa Cruz FC – CR Vasco da Gama 0:2 Jorginho, Roberto Dinamite                             |
| 3 października 1973  | CR Flamengo – Náutico 4:1 Dario, Doval, Zico, Paulo César – Vasconcelos                     |
| 3 października 1973  | CS Sergipe – Santos FC 0:3 Eusébio (2), Pelé                                                |
| 3 października 1973  | América Natal – Portuguesa 1:1 Élcio – Tatá                                                 |
| 3 października 1973  | EC Comercial – Grêmio Porto Alegre 1:0 Ismael                                               |
| 3 października 1973  | Athletico Paranaense – Rio Negro 1:0 Benę                                                   |
| 3 października 1973  | Desportiva Cariacica – Goiás EC 0:0                                                         |
| 4 października 1973  | Atlético Mineiro – Olaria AC 1:1 Campos – Jair                                              |
| 4 października 1973  | Ceará SC – Clube do Remo 0:0                                                                |
| 4 października 1973  | EC Vitória – SE Palmeiras 1:2 Mário Sérgio – Leivinha, Pio                                  |
| 6 października 1973  | Fluminense FC – Sport Recife 1:0 Dionísio                                                   |
| 6 października 1973  | América Mineiro – Guarani FC 1:1 Juca Show – Alfredo                                        |
| 6 października 1973  | CEUB EC – SC Internacional 0:1 Valdomiro                                                    |
| 6 października 1973  | Athletico Paranaense – Portuguesa 0:0                                                       |
| 7 października 1973  | Corinthians Paulista – Botafogo FR 1:1 Roberto – Ferretti                                   |
| 7 października 1973  | EC Bahia – America FC 2:1 Marquinhos, Douglas – Tadeu                                       |
| 7 października 1973  | SE Tiradentes – São Paulo 0:2 Gilberto, Mirandinha                                          |
| 7 października 1973  | Nacional – Cruzeiro EC 2:2 Reis, Benę – Palhinha, Eduardo                                   |
| 7 października 1973  | Paysandu SC – Figueirense FC 1:2 Edinho – Luís Éverton, Neilor                              |
| 7 października 1973  | Clube de Regatas Brasil – Fortaleza 1:3 Silva – Marciano (2), Lucinho                       |
| 7 października 1973  | Coritiba FBC – Moto Club de São Luís 4:0 Zé Roberto (2), Tiăo Abatiá, Oberdă                |
| 7 października 1973  | Grêmio Porto Alegre – CR Vasco da Gama 1:0 Mazinho                                          |
| 7 października 1973  | CR Flamengo – SE Palmeiras 0:2 Fedato, Leivinha                                             |
| 7 października 1973  | CS Sergipe – Olaria AC 1:0 Cipó                                                             |
| 7 października 1973  | Santa Cruz FC – Santos FC 3:2 Ramón (2), Luciano – Brecha, Pelé                             |
| 7 października 1973  | Atlético Mineiro – Clube do Remo 3:0 Romeu (3)                                              |
| 7 października 1973  | Goiás EC – Náutico 1:0 Paghetti                                                             |
| 7 października 1973  | Ceará SC – Rio Negro 0:1 Nílson                                                             |
| 7 października 1973  | EC Comercial – EC Vitória 0:1 Mário Sérgio                                                  |
| 7 października 1973  | Desportiva Cariacica – América Natal 2:1 Deo (2) – Nunes                                    |
| 10 października 1973 | SC Internacional – América Mineiro 1:1 Paulo César – Pedro Omar                             |
| 10 października 1973 | Athletico Paranaense – Grêmio Porto Alegre 1:1 Sicupira – Ancheta                           |
| 13 października 1973 | Botafogo FR – America FC 0:1 Flecha                                                         |
| 13 października 1973 | CEUB EC – Moto Club de São Luís 1:2 Odair – Dario, Alves                                    |
| 13 października 1973 | Paysandu SC – Corinthians Paulista 0:2 Roberto (2)                                          |
| 13 października 1973 | Athletico Paranaense – Olaria AC 0:2 Gessę (2)                                              |
| 13 października 1973 | Portuguesa – CR Flamengo 3:0 Enéas, Cabinho, Tatá                                           |
| 14 października 1973 | Coritiba FBC – Fluminense FC 1:0 Zé Roberto                                                 |
| 14 października 1973 | São Paulo – Cruzeiro EC 2:1 Chicăo, Mirandinha – Palhinha                                   |
| 14 października 1973 | Guarani FC – Clube de Regatas Brasil 1:1 Alfredo – Silva                                    |
| 14 października 1973 | SE Tiradentes – SC Internacional 1:2 Xavier – Valdomiro, Escurinho                          |
| 14 października 1973 | Sport Recife – EC Bahia 0:0                                                                 |
| 14 października 1973 | Fortaleza – Nacional 2:2 Hamílton Melo (2) – Serginho, Toninho                              |
| 14 października 1973 | Figueirense FC – América Mineiro 0:0                                                        |
| 14 października 1973 | CR Vasco da Gama – Santos FC 1:1 Roberto Dinamite – Eusébio                                 |
| 14 października 1973 | CS Sergipe – SE Palmeiras 0:0                                                               |
| 14 października 1973 | Atlético Mineiro – Ceará SC 0:0                                                             |
| 14 października 1973 | Grêmio Porto Alegre – Clube do Remo 3:0 Carlinhos (2), Mazinho                              |
| 14 października 1973 | Rio Negro – Náutico 1:0 Silva                                                               |
| 14 października 1973 | EC Vitória – Desportiva Cariacica 2:1 André, Espinosa – Zezinho                             |
| 14 października 1973 | EC Comercial – América Natal 4:3 Adăozinho (2), Copeu, Jurandir – Élcio (2), Joăo Daniel    |
| 14 października 1973 | Goiás EC – Santa Cruz FC 5:1 Triel (2), Lincoln, Paghetti, Maurício – Fernando Santana      |
| 17 października 1973 | CEUB EC – Fluminense FC 0:1 Marco Antônio                                                   |
| 17 października 1973 | Coritiba FBC – Botafogo FR 1:0 Aladim                                                       |
| 17 października 1973 | Guarani FC – America FC 3:1 Mingo, Volnei, Bezerra – Edu                                    |
| 17 października 1973 | Nacional – Corinthians Paulista 1:2 Marcos Silveira – Rivelino, Roberto                     |
| 17 października 1973 | Figueirense FC – São Paulo 0:1 Pedro Rocha                                                  |
| 17 października 1973 | Clube de Regatas Brasil – Cruzeiro EC 0:1 Major s                                           |
| 17 października 1973 | Moto Club de São Luís – SC Internacional 0:2 Borjăo, Escurinho                              |
| 17 października 1973 | SE Tiradentes – Sport Recife 0:1 Ditinho                                                    |
| 17 października 1973 | Fortaleza – Paysandu SC 2:0 Mano, Beijoca                                                   |
| 17 października 1973 | América Mineiro – EC Bahia 1:2 Cândido – Tírson (2)                                         |
| 17 października 1973 | Clube do Remo – Athletico Paranaense 0:1 Renatinho                                          |
| 17 października 1973 | EC Comercial – CR Vasco da Gama 1:1 Gil – Roberto Dinamite                                  |
| 17 października 1973 | Desportiva Cariacica – CR Flamengo 1:0 Zezinho                                              |
| 17 października 1973 | Náutico – Olaria AC 0:0                                                                     |
| 17 października 1973 | Goiás EC – Santos FC 0:0                                                                    |
| 17 października 1973 | EC Vitória – Portuguesa 1:0 Osni                                                            |
| 17 października 1973 | América Natal – Atlético Mineiro 2:1 Élcio, Joăo Daniel – Reinaldo                          |
| 17 października 1973 | CS Sergipe – Ceará SC 0:0                                                                   |
| 17 października 1973 | Santa Cruz FC – SE Palmeiras 0:1 Fedato                                                     |
| 17 października 1973 | Rio Negro – Grêmio Porto Alegre 1:1 Silva – Loivo                                           |
| 20 października 1973 | América Mineiro – Botafogo FR 1:1 Cândido – Marinho                                         |
| 20 października 1973 | CEUB EC – Fortaleza 1:2 Dario – Paulinho, Silvinho                                          |
| 20 października 1973 | EC Vitória – Goiás EC 3:3 Hertz s, Davi, André – Lincoln (2), Paghetti                      |
| 20 października 1973 | Náutico – Portuguesa 3:2 Vasconcelos, Betinho, Calegári s – Enéas (2)                       |
| 21 października 1973 | Fluminense FC – Corinthians Paulista 1:3 Zé Roberto – Paulo Borges, Rivelino, Adăozinho     |
| 21 października 1973 | Cruzeiro EC – America FC 2:1 Nelinho, Palhinha – Jeremias                                   |
| 21 października 1973 | SC Internacional – São Paulo 2:2 Escurinho, Paulo César – Mirandinha (2)                    |
| 21 października 1973 | Guarani FC – Sport Recife 4:1 Lola (2), Volnei, Mingo – Moacir                              |
| 21 października 1973 | Moto Club de São Luís – Paysandu SC 1:1 Dario – Moreira                                     |
| 21 października 1973 | SE Tiradentes – Nacional 0:0                                                                |
| 21 października 1973 | EC Bahia – Coritiba FBC 2:0 Marquinhos, Everaldo                                            |
| 21 października 1973 | Figueirense FC – Clube de Regatas Brasil 1:0 Marinho                                        |
| 21 października 1973 | Athletico Paranaense – CR Vasco da Gama 1:2 Lourival – Alfinete, Roberto Dinamite           |
| 21 października 1973 | Clube do Remo – CR Flamengo 2:1 Rodrigues, Caíto – Zico                                     |
| 21 października 1973 | Santos FC – Olaria AC 1:2 Cláudio Adăo – Jair, Jair Pereira                                 |
| 21 października 1973 | América Natal – SE Palmeiras 0:1 Édson                                                      |
| 21 października 1973 | Santa Cruz FC – Atlético Mineiro 1:1 Ramón – Campos                                         |
| 21 października 1973 | Desportiva Cariacica – Grêmio Porto Alegre 0:1 Tarciso                                      |
| 21 października 1973 | Rio Negro – CS Sergipe 5:0 Toninho (2), Nílson (2), Silva                                   |
| 21 października 1973 | Ceará SC – EC Comercial 1:0 Vítor                                                           |
| 24 października 1973 | Botafogo FR – Cruzeiro EC 2:1 Nílson, Ferretti – Palhinha                                   |
| 24 października 1973 | Sport Recife – America FC 1:2 Ditinho – Jeremias, Expedito                                  |
| 24 października 1973 | Paysandu SC – São Paulo 0:2 Mirandinha (2)                                                  |
| 24 października 1973 | Figueirense FC – SC Internacional 0:2 Escurinho, Manuel                                     |
| 24 października 1973 | Moto Club de São Luís – Nacional 0:1 Benę                                                   |
| 24 października 1973 | EC Bahia – SE Tiradentes 1:0 Everaldo                                                       |
| 24 października 1973 | Coritiba FBC – Clube de Regatas Brasil 2:0 Oberdă, Tiăo Abatiá                              |
| 24 października 1973 | SE Palmeiras – CR Vasco da Gama 0:0                                                         |
| 24 października 1973 | Ceará SC – Olaria AC 1:0 Gilberto s                                                         |
| 24 października 1973 | Desportiva Cariacica – Santos FC 1:3 Zezinho – Cláudio Adăo, Brecha, Mazinho                |
| 24 października 1973 | EC Comercial – Portuguesa 2:2 Gil (2) – Tatá, Cabinho                                       |
| 24 października 1973 | Goiás EC – Atlético Mineiro 3:1 Lincoln (2), Paghetti – Campos                              |
| 24 października 1973 | Grêmio Porto Alegre – Náutico 1:0 Mazinho                                                   |
| 24 października 1973 | CS Sergipe – Athletico Paranaense 2:0 Lelé, Brando s                                        |
| 24 października 1973 | América Natal – EC Vitória 1:1 Joăo Daniel – André                                          |
| 25 października 1973 | Fortaleza – Fluminense FC 1:0 Marciano                                                      |
| 25 października 1973 | Corinthians Paulista – América Mineiro 1:1 Wladimir – Spencer                               |
| 27 października 1973 | Paysandu SC – Fluminense FC 1:1 Tuíca – Dionísio                                            |
| 27 października 1973 | EC Bahia – Botafogo FR 0:0                                                                  |
| 27 października 1973 | Clube de Regatas Brasil – America FC 1:0 Silva                                              |
| 27 października 1973 | Fortaleza – Corinthians Paulista 1:1 Lucinho – Roberto                                      |
| 27 października 1973 | São Paulo – Nacional 0:0                                                                    |
| 27 października 1973 | SE Tiradentes – Guarani FC 0:1 Zé Ito                                                       |
| 27 października 1973 | Sport Recife – Cruzeiro EC 0:3 Zé Carlos, Rinaldo, Dirceu Lopes                             |
| 27 października 1973 | SC Internacional – Coritiba FBC 1:0 Escurinho                                               |
| 27 października 1973 | Figueirense FC – Moto Club de São Luís 0:0                                                  |
| 27 października 1973 | CEUB EC – América Mineiro 0:1 Lauro s                                                       |
| 27 października 1973 | Olaria AC – CR Vasco da Gama 1:0 Da Costa                                                   |
| 27 października 1973 | EC Vitória – Clube do Remo 1:0 André                                                        |
| 27 października 1973 | CR Flamengo – Grêmio Porto Alegre 1:2 Dario – Tarciso, Loivo                                |
| 27 października 1973 | Desportiva Cariacica – SE Palmeiras 0:1 Leivinha                                            |
| 27 października 1973 | Rio Negro – Santos FC 1:1 Nílson – Brecha                                                   |
| 27 października 1973 | Atlético Mineiro – Portuguesa 1:1 Totonho – Tatá                                            |
| 27 października 1973 | CS Sergipe – Santa Cruz FC 0:0                                                              |
| 27 października 1973 | América Natal – Náutico 2:0 Joăo Daniel, Careca                                             |
| 27 października 1973 | Goiás EC – Ceará SC 4:1 Tuíra (2), Lincoln, Lucinho – Samuel                                |
| 27 października 1973 | Athletico Paranaense – EC Comercial 4:1 Caio (3), Sicupira – Gil                            |
| 31 października 1973 | Nacional – Fluminense FC 0:0                                                                |
| 31 października 1973 | Clube de Regatas Brasil – Botafogo FR 0:2 Tuca, Carlos Roberto                              |
| 31 października 1973 | America FC – São Paulo 0:0                                                                  |
| 31 października 1973 | CEUB EC – Corinthians Paulista 2:1 Juraci (2) – Roberto                                     |
| 31 października 1973 | SC Internacional – Guarani FC 2:1 Manuel, Escurinho – Volnei                                |
| 31 października 1973 | Fortaleza – Cruzeiro EC 0:0                                                                 |
| 31 października 1973 | Figueirense FC – Sport Recife 0:1 Marcos                                                    |
| 31 października 1973 | América Mineiro – Paysandu SC 2:0 Pedro Omar, Spencer                                       |
| 31 października 1973 | Moto Club de São Luís – EC Bahia 0:0                                                        |
| 31 października 1973 | Goiás EC – CR Vasco da Gama 1:0 Lincoln                                                     |
| 31 października 1973 | EC Vitória – CR Flamengo 0:0                                                                |
| 31 października 1973 | EC Comercial – SE Palmeiras 0:4 Ademir (2), Leivinha (2)                                    |
| 31 października 1973 | Clube do Remo – Santos FC 0:1 Eusébio                                                       |
| 31 października 1973 | CS Sergipe – Portuguesa 1:3 Marcílio – Tatá (2), Basílio                                    |
| 31 października 1973 | Náutico – Atlético Mineiro 3:1 Vasconcelos (2), Jorge Mendonça – Totonho                    |
| 31 października 1973 | Desportiva Cariacica – Santa Cruz FC 0:0                                                    |
| 31 października 1973 | Athletico Paranaense – América Natal 2:1 Torino (2) – Nunes                                 |
| 1 listopada 1973     | Rio Negro – Olaria AC 0:0                                                                   |
| 1 listopada 1973     | Ceará SC – Grêmio Porto Alegre 0:0                                                          |
| 3 listopada 1973     | Fluminense FC – SC Internacional 0:1 Escurinho                                              |
| 3 listopada 1973     | São Paulo – Coritiba FBC 0:0                                                                |
| 3 listopada 1973     | Paysandu SC – CEUB EC 0:1 Juraci                                                            |
| 4 listopada 1973     | Sport Recife – Botafogo FR 1:0 Odilon                                                       |
| 4 listopada 1973     | Figueirense FC – America FC 1:1 Abel – Jeremias                                             |
| 4 listopada 1973     | Cruzeiro EC – Corinthians Paulista 0:0                                                      |
| 4 listopada 1973     | EC Bahia – Guarani FC 0:0                                                                   |
| 4 listopada 1973     | Nacional – América Mineiro 0:0                                                              |
| 4 listopada 1973     | SE Tiradentes – Fortaleza 1:0 Vicentinho                                                    |
| 4 listopada 1973     | Moto Club de São Luís – Clube de Regatas Brasil 1:1 Alves – Gilmar                          |
| 4 listopada 1973     | CR Vasco da Gama – Atlético Mineiro 2:0 Roberto Dinamite, Alfinete                          |
| 4 listopada 1973     | Athletico Paranaense – CR Flamengo 1:0 Ladinho                                              |
| 4 listopada 1973     | Goiás EC – SE Palmeiras 0:1 Ronaldo                                                         |
| 4 listopada 1973     | Santos FC – Portuguesa 3:2 Pelé (2), Mazinho – Tatá, Enéas                                  |
| 4 listopada 1973     | Grêmio Porto Alegre – EC Vitória 1:0 Carlinhos                                              |
| 4 listopada 1973     | EC Comercial – Santa Cruz FC 0:0                                                            |
| 4 listopada 1973     | CS Sergipe – Náutico 0:0                                                                    |
| 4 listopada 1973     | Clube do Remo – Olaria AC 0:3 Gessę, Antoninho, Da Costa                                    |
| 4 listopada 1973     | Ceará SC – Desportiva Cariacica 0:0                                                         |
| 7 listopada 1973     | Coritiba FBC – Guarani FC 0:0                                                               |
| 7 listopada 1973     | SE Tiradentes – CEUB EC 2:1 Sima, Paraná – Xisté                                            |
| 7 listopada 1973     | Clube do Remo – Rio Negro 1:0 Caíto                                                         |
| 7 listopada 1973     | Santa Cruz FC – Portuguesa 0:4 Wilsinho, Gilberto, Cabinho, Enéas                           |
| 7 listopada 1973     | EC Vitória – Náutico 3:1 André, Gibira, Piolho – Jorge Mendonça                             |
| 7 listopada 1973     | América Natal – Olaria AC 0:2 Antoninho, Jair                                               |
| 21 listopada 1973    | Rio Negro – CR Flamengo 1:2 Nílson – Afonsinho, Rogério                                     |
| 10 listopada 1973    | Botafogo FR – Olaria AC 2:2 Tuca, Marinho – Jair, Jair Pereira                              |
| 10 listopada 1973    | América Mineiro – CR Vasco da Gama 0:0                                                      |
| 10 listopada 1973    | São Paulo – Coritiba FBC 2:2 Mirandinha, Pedro Rocha – Zé Roberto, Sérgio Roberto           |
| 10 listopada 1973    | Santa Cruz FC – Clube do Remo 3:0 Ramón (3)                                                 |
| 11 listopada 1973    | Fluminense FC – America FC 2:1 Lula, Marco Antônio – Sérgio Lima                            |
| 11 listopada 1973    | Figueirense FC – CR Flamengo 0:1 Rogério                                                    |
| 11 listopada 1973    | Cruzeiro EC – Atlético Mineiro 0:0                                                          |
| 11 listopada 1973    | SE Palmeiras – Portuguesa 2:0 Leivinha (2)                                                  |
| 11 listopada 1973    | Guarani FC – Corinthians Paulista 1:0 Lola                                                  |
| 11 listopada 1973    | Athletico Paranaense – Santos FC 0:1 Pelé                                                   |
| 11 listopada 1973    | Grêmio Porto Alegre – SC Internacional 1:1 Mazinho – Valdomiro                              |
| 11 listopada 1973    | EC Bahia – EC Vitória 0:1 Mário Sérgio                                                      |
| 11 listopada 1973    | CS Sergipe – Nacional 2:1 Petronilho, Paulinho – Angelo                                     |
| 11 listopada 1973    | Rio Negro – SE Tiradentes 0:1 Vicentinho                                                    |
| 11 listopada 1973    | Clube de Regatas Brasil – América Natal 0:3 Osvaldo (2), Gílson Porto                       |
| 11 listopada 1973    | Ceará SC – Fortaleza 0:0                                                                    |
| 11 listopada 1973    | Náutico – Sport Recife 0:0                                                                  |
| 11 listopada 1973    | Goiás EC – Paysandu SC 0:2 Gonzaga, Tuíca                                                   |
| 11 listopada 1973    | Desportiva Cariacica – CEUB EC 1:0 Juci                                                     |
| 11 listopada 1973    | EC Comercial – Moto Club de São Luís 2:0 Ismael, Copeu                                      |
| 14 listopada 1973    | CR Flamengo – Cruzeiro EC 1:2 Paulo César – Lima, Baiano                                    |
| 14 listopada 1973    | CR Vasco da Gama – Olaria AC 1:1 Alfinete – Roberto Pinto                                   |
| 14 listopada 1973    | Figueirense FC – Fluminense FC 0:0                                                          |
| 14 listopada 1973    | América Mineiro – Botafogo FR 1:0 Édson                                                     |
| 14 listopada 1973    | Grêmio Porto Alegre – Corinthians Paulista 0:0                                              |
| 14 listopada 1973    | Guarani FC – Santos FC 1:1 Volnei – Pelé                                                    |
| 14 listopada 1973    | São Paulo – Portuguesa 1:1 Mirandinha – Tatá                                                |
| 14 listopada 1973    | Coritiba FBC – Athletico Paranaense 2:1 Bráulio, Orlando – Didi Pedalada                    |
| 14 listopada 1973    | Nacional – EC Bahia 2:1 Toninho, Serginho – Tírson                                          |
| 14 listopada 1973    | EC Vitória – Clube de Regatas Brasil 1:1 Deco – Sarăo                                       |
| 14 listopada 1973    | CS Sergipe – Rio Negro 0:1 Jorge Cuíca                                                      |
| 14 listopada 1973    | América Natal – Fortaleza 0:0                                                               |
| 14 listopada 1973    | SE Tiradentes – Ceará SC 1:1 Paraná – Vítor                                                 |
| 14 listopada 1973    | Goiás EC – Santa Cruz FC 0:0                                                                |
| 14 listopada 1973    | Moto Club de São Luís – Náutico 1:1 Nélson Cuca – Jorge Mendonça                            |
| 14 listopada 1973    | Sport Recife – CEUB EC 3:0 Mário, Moacir, Odilon                                            |
| 14 listopada 1973    | EC Comercial – Clube do Remo 1:1 Jurandir – Caíto                                           |
| 14 listopada 1973    | Paysandu SC – Desportiva Cariacica 0:2 Wílson Pereira, Zezinho                              |
| 15 listopada 1973    | Atlético Mineiro – America FC 2:3 Cláudio (2) – Luisinho, Alex, Tadeu                       |
| 15 listopada 1973    | SE Palmeiras – SC Internacional 1:0 Nei                                                     |
| 17 listopada 1973    | CR Flamengo – América Mineiro 1:1 Zico – Netinho                                            |
| 17 listopada 1973    | Cruzeiro EC – Olaria AC 2:0 Lima, Juarez                                                    |
| 17 listopada 1973    | Portuguesa – Athletico Paranaense 0:0                                                       |
| 17 listopada 1973    | Grêmio Porto Alegre – Guarani FC 1:0 Loivo                                                  |
| 17 listopada 1973    | Moto Club de São Luís – Santa Cruz FC 1:1 Anselmo – Ramón                                   |
| 17 listopada 1973    | Náutico – CEUB EC 2:0 Borges, Dedeu                                                         |
| 17 listopada 1973    | EC Comercial – Sport Recife 1:0 Gil                                                         |
| 17 listopada 1973    | Clube do Remo – Paysandu SC 1:1 Roberto – Ivair                                             |
| 17 listopada 1973    | Desportiva Cariacica – Goiás EC 0:0                                                         |
| 18 listopada 1973    | Botafogo FR – Fluminense FC 1:1 Nílson – Dionísio                                           |
| 18 listopada 1973    | Atlético Mineiro – CR Vasco da Gama 2:1 Campos (2) – Dé                                     |
| 18 listopada 1973    | Figueirense FC – America FC 1:0 Fred                                                        |
| 18 listopada 1973    | Corinthians Paulista – SE Palmeiras 1:2 Rivelino – Laércio s, Leivinha                      |
| 18 listopada 1973    | Coritiba FBC – Santos FC 1:2 Zé Roberto – Pelé, Edu                                         |
| 18 listopada 1973    | SC Internacional – São Paulo 1:2 Valdomiro – Zé Carlos (2)                                  |
| 18 listopada 1973    | EC Bahia – América Natal 2:1 Everaldo, Fito – Osvaldo                                       |
| 18 listopada 1973    | Ceará SC – EC Vitória 1:0 Erandi                                                            |
| 18 listopada 1973    | Nacional – Rio Negro 0:0                                                                    |
| 18 listopada 1973    | CS Sergipe – Fortaleza 1:1 Paranhos – Marciano                                              |
| 18 listopada 1973    | SE Tiradentes – Clube de Regatas Brasil 2:0 Vicentino, Murilo                               |
| 24 listopada 1973    | Botafogo FR – Atlético Mineiro 2:1 Puruca, Ferretti – Campos                                |
| 24 listopada 1973    | América Mineiro – Fluminense FC 1:0 Spencer                                                 |
| 24 listopada 1973    | Corinthians Paulista – Santos FC 1:0 Rivelino                                               |
| 25 listopada 1973    | CR Vasco da Gama – CR Flamengo 0:2 Rogério, Dario                                           |
| 25 listopada 1973    | Cruzeiro EC – America FC 0:2 Sérgio Lima, Luisinho                                          |
| 25 listopada 1973    | Figueirense FC – Olaria AC 2:2 Caco, Mosca – Roberto Pinto, Jair Pereira                    |
| 25 listopada 1973    | SE Palmeiras – São Paulo 1:2 Leivinha – Mirandinha (2)                                      |
| 25 listopada 1973    | Guarani FC – Portuguesa 3:1 Dílson, Lola, Volnei – Tatá                                     |
| 25 listopada 1973    | Athletico Paranaense – Grêmio Porto Alegre 2:0 Caio, Sicupira                               |
| 25 listopada 1973    | SC Internacional – Coritiba FBC 1:0 Valdomiro                                               |
| 25 listopada 1973    | SE Tiradentes – EC Bahia 1:1 Sima – Natal                                                   |
| 25 listopada 1973    | EC Vitória – Fortaleza 0:0                                                                  |
| 25 listopada 1973    | Nacional – América Natal 3:1 Reis, China, Marcos Silveira – Élcio                           |
| 25 listopada 1973    | Ceará SC – Rio Negro 2:1 Jorge Costa, Erandi – Ferreira                                     |
| 25 listopada 1973    | Clube de Regatas Brasil – CS Sergipe 2:1 Gilmar, Reinaldo – Altair s                        |
| 25 listopada 1973    | Santa Cruz FC – Sport Recife 1:1 Luciano – Odilon                                           |
| 25 listopada 1973    | Clube do Remo – Goiás EC 2:0 Roberto, Alcino                                                |
| 25 listopada 1973    | Moto Club de São Luís – Paysandu SC 0:0                                                     |
| 25 listopada 1973    | CEUB EC – EC Comercial 2:1 Fernandinho, Xisté – Copeu                                       |
| 28 listopada 1973    | Figueirense FC – Botafogo FR 0:0                                                            |
| 28 listopada 1973    | CR Vasco da Gama – Cruzeiro EC 3:1 Luís Carlos (2), Alfinete – Eduardo                      |
| 28 listopada 1973    | América Mineiro – America FC 1:1 Juca Show – Luisinho                                       |
| 28 listopada 1973    | Guarani FC – SE Palmeiras 2:0 Mingo (2)                                                     |
| 28 listopada 1973    | SC Internacional – Santos FC 0:2 Mazinho, Pelé                                              |
| 28 listopada 1973    | São Paulo – Grêmio Porto Alegre 0:0                                                         |
| 28 listopada 1973    | Coritiba FBC – Portuguesa 2:0 Aladim, Tiăo Abatiá                                           |
| 28 listopada 1973    | EC Bahia – Rio Negro 1:0 Douglas                                                            |
| 28 listopada 1973    | América Natal – SE Tiradentes 2:1 Scala, Gílson s – Derivaldo                               |
| 28 listopada 1973    | CS Sergipe – Ceará SC 1:4 Edmar s – Jorge Costa (2), Erandi, Samuel                         |
| 28 listopada 1973    | Clube de Regatas Brasil – Fortaleza 1:1 Silva – Hamílton Melo                               |
| 28 listopada 1973    | Santa Cruz FC – EC Comercial 5:1 Luciano (3), Ramón (2) – Afonso                            |
| 28 listopada 1973    | Clube do Remo – Sport Recife 4:1 Roberto (2), Alcino, Rodrigues – Ditinho                   |
| 28 listopada 1973    | Goiás EC – CEUB EC 3:0 Tuíra (2), Lincoln                                                   |
| 28 listopada 1973    | Moto Club de São Luís – Desportiva Cariacica 1:1 Marins – Wílson Pereira                    |
| 29 listopada 1973    | Fluminense FC – Olaria AC 1:2 Rubens – Antoninho, Jair                                      |
| 29 listopada 1973    | Atlético Mineiro – CR Flamengo 2:1 Totonho (2) – Doval                                      |
| 29 listopada 1973    | Athletico Paranaense – Corinthians Paulista 2:2 Sicupira, Lourival – Paulo Borges, Rivelino |
| 29 listopada 1973    | Paysandu SC – Náutico 0:0                                                                   |
| 1 grudnia 1973       | Botafogo FR – America FC 2:1 Marinho, Ferretti – Sérgio Lima                                |
| 1 grudnia 1973       | Santos FC – Portuguesa 0:0                                                                  |
| 1 grudnia 1973       | Coritiba FBC – Guarani FC 1:0 Tiăo Abatiá                                                   |
| 1 grudnia 1973       | Rio Negro – Clube de Regatas Brasil 1:1 Rolinha – Orlandinho                                |
| 1 grudnia 1973       | CEUB EC – Paysandu SC 3:1 Gilberto, Rildo, Fernandinho – Moreira                            |
| 2 grudnia 1973       | Fluminense FC – CR Flamengo 2:1 Manfrini (2) – Carlos Alberto s                             |
| 2 grudnia 1973       | Atlético Mineiro – Olaria AC 1:1 Marcelo – Antoninho                                        |
| 2 grudnia 1973       | América Mineiro – Cruzeiro EC 2:2 Dirceu (2) – Dirceu Lopes, Luís Alberto s                 |
| 2 grudnia 1973       | Figueirense FC – CR Vasco da Gama 0:0                                                       |
| 2 grudnia 1973       | Grêmio Porto Alegre – SE Palmeiras 1:0 Iúra                                                 |
| 2 grudnia 1973       | Corinthians Paulista – São Paulo 0:0                                                        |
| 2 grudnia 1973       | Athletico Paranaense – SC Internacional 0:0                                                 |
| 2 grudnia 1973       | Nacional – Ceará SC 3:1 Reis (2), China – Samuel                                            |
| 2 grudnia 1973       | Fortaleza – EC Bahia 2:1 Hamílton Melo, Zé Carlos – Fito                                    |
| 2 grudnia 1973       | América Natal – EC Vitória 0:1 André                                                        |
| 2 grudnia 1973       | SE Tiradentes – CS Sergipe 2:0 Tinteiro, Mimi                                               |
| 2 grudnia 1973       | Clube do Remo – Moto Club de São Luís 5:0 Alcino (3), Rodrigues, Caíto                      |
| 2 grudnia 1973       | Desportiva Cariacica – EC Comercial 0:3 Gil, Afonso, Copeu                                  |
| 2 grudnia 1973       | Santa Cruz FC – Náutico 2:1 Erb, Luciano – Paraguaio                                        |
| 2 grudnia 1973       | Goiás EC – Sport Recife 0:0                                                                 |
| 5 grudnia 1973       | Desportiva Cariacica – Náutico 2:0 Baiano, Zezinho                                          |
| 5 grudnia 1973       | EC Vitória – Nacional 2:0 Deco, André                                                       |
| 7 grudnia 1973       | America FC – Olaria AC 0:2 Tanesi, Antoninho                                                |
| 8 grudnia 1973       | CR Vasco da Gama – Fluminense FC 1:0 Roberto Dinamite                                       |
| 8 grudnia 1973       | CR Flamengo – Botafogo FR 1:0 Zico                                                          |
| 8 grudnia 1973       | Figueirense FC – Cruzeiro EC 0:3 Dirceu Lopes, Nelinho, Palhinha                            |
| 8 grudnia 1973       | Atlético Mineiro – América Mineiro 1:2 Fautso – Cândido, Pedro Omar                         |
| 8 grudnia 1973       | Corinthians Paulista – Portuguesa 1:2 Roberto – Enéas (2)                                   |
| 8 grudnia 1973       | SC Internacional – Guarani FC 1:1 Figueroa – Dílson                                         |
| 8 grudnia 1973       | SE Palmeiras – Santos FC 1:1 Leivinha – Marinho                                             |
| 8 grudnia 1973       | Athletico Paranaense – São Paulo 0:0                                                        |
| 8 grudnia 1973       | Grêmio Porto Alegre – Coritiba FBC 1:0 Oberti                                               |
| 8 grudnia 1973       | EC Vitória – SE Tiradentes 0:0                                                              |
| 8 grudnia 1973       | Ceará SC – Clube de Regatas Brasil 3:0 Zé Eduardo, Gaspar, Joăozinho                        |
| 8 grudnia 1973       | EC Bahia – CS Sergipe 3:0 Everaldo (2), Peri                                                |
| 8 grudnia 1973       | Fortaleza – Nacional 4:1 Marciano (3), Hamílton Melo – China                                |
| 8 grudnia 1973       | América Natal – Rio Negro 1:0 Scala                                                         |
| 8 grudnia 1973       | Paysandu SC – Santa Cruz FC 2:0 Moreira (2)                                                 |
| 8 grudnia 1973       | Náutico – Clube do Remo 0:0                                                                 |
| 8 grudnia 1973       | Desportiva Cariacica – Sport Recife 1:1 Batista – Rubem Salim                               |
| 8 grudnia 1973       | CEUB EC – Moto Club de São Luís 1:0 Juraci                                                  |
| 8 grudnia 1973       | EC Comercial – Goiás EC 1:1 Gil – Lincoln                                                   |
| 12 grudnia 1973      | CR Vasco da Gama – America FC 2:1 Dé (2) – Sérgio Lima                                      |
| 12 grudnia 1973      | CR Flamengo – Olaria AC 2:1 Zico, Doval – Fernando                                          |
| 12 grudnia 1973      | América Mineiro – Figueirense FC 4:0 Cândido (4)                                            |
| 12 grudnia 1973      | Coritiba FBC – Corinthians Paulista 2:1 Dreyer, Tiăo Abatiá – Adăozinho                     |
| 12 grudnia 1973      | Santos FC – Grêmio Porto Alegre 4:0 Pelé (2), Nenę, Brecha                                  |
| 12 grudnia 1973      | Guarani FC – São Paulo 0:0                                                                  |
| 12 grudnia 1973      | SC Internacional – Portuguesa 1:0 Dorinho                                                   |
| 12 grudnia 1973      | Clube de Regatas Brasil – EC Bahia 3:2 Bié, Sarăo, Silva – Everaldo (2)                     |
| 12 grudnia 1973      | CS Sergipe – EC Vitória 0:1 Osni                                                            |
| 12 grudnia 1973      | SE Tiradentes – Nacional 1:0 Sima                                                           |
| 12 grudnia 1973      | Rio Negro – Fortaleza 0:0                                                                   |
| 12 grudnia 1973      | Ceará SC – América Natal 1:0 Jorge Costa                                                    |
| 12 grudnia 1973      | CEUB EC – Santa Cruz FC 2:2 Xisté, Juraci – Botinha, Ramón                                  |
| 12 grudnia 1973      | Sport Recife – Paysandu SC 0:0                                                              |
| 12 grudnia 1973      | Clube do Remo – Desportiva Cariacica 2:1 Alcino (2) – Mendes s                              |
| 12 grudnia 1973      | Moto Club de São Luís – Goiás EC 0:2 Maurício, Hertz                                        |
| 13 grudnia 1973      | Fluminense FC – Atlético Mineiro 0:1 Romeu                                                  |
| 13 grudnia 1973      | Cruzeiro EC – Botafogo FR 2:1 Lima, Eduardo – Zequinha                                      |
| 13 grudnia 1973      | Athletico Paranaense – SE Palmeiras 0:2 Leivinha, César                                     |
| 13 grudnia 1973      | Náutico – EC Comercial 1:0 Paraguaio                                                        |
| 15 grudnia 1973      | CR Flamengo – America FC 3:2 Zico, Julinho, Zé Mário – Flecha, Alex                         |
| 15 grudnia 1973      | América Mineiro – Olaria AC 2:1 Cândido, Alemăo – Antoninho                                 |
| 15 grudnia 1973      | Corinthians Paulista – SC Internacional 2:2 Lance, Vaguinho – Joăo Ribeiro, Claudiomiro     |
| 15 grudnia 1973      | Sport Recife – Moto Club de São Luís 2:1 Meinha, Odilon – Marcos s                          |
| 15 grudnia 1973      | CEUB EC – Clube do Remo 0:0                                                                 |
| 16 grudnia 1973      | CR Vasco da Gama – Botafogo FR 1:0 Nílson s                                                 |
| 16 grudnia 1973      | Cruzeiro EC – Fluminense FC 1:1 Perfumo – Dionísio                                          |
| 16 grudnia 1973      | Figueirense FC – Atlético Mineiro 1:3 Almir – Romeu (2), Dagoberto s                        |
| 16 grudnia 1973      | Guarani FC – Athletico Paranaense 2:1 Washington, Neto s – Sicupira                         |
| 16 grudnia 1973      | Coritiba FBC – SE Palmeiras 0:1 César                                                       |
| 16 grudnia 1973      | Grêmio Porto Alegre – Portuguesa 1:0 Paulo Sérgio                                           |
| 16 grudnia 1973      | EC Bahia – Ceará SC 1:1 Djalma Duarte – Jorge Costa                                         |
| 16 grudnia 1973      | Rio Negro – EC Vitória 0:1 André                                                            |
| 16 grudnia 1973      | Clube de Regatas Brasil – Nacional 3:1 Bié (3) – Benę                                       |
| 16 grudnia 1973      | América Natal – CS Sergipe 3:0 Osvaldo, Washington, Davi                                    |
| 16 grudnia 1973      | Fortaleza – SE Tiradentes 3:0 Marciano, Hamílton Melo, Lucinho                              |
| 16 grudnia 1973      | Santa Cruz FC – Desportiva Cariacica 1:0 Ramón                                              |
| 16 grudnia 1973      | Goiás EC – Náutico 2:0 Sidiclei s, Lucinho                                                  |
| 16 grudnia 1973      | EC Comercial – Paysandu SC 4:1 Gil (2), Afonso, Augusto s – Moreira                         |
| 17 grudnia 1973      | Santos FC – São Paulo 1:0 Pelé                                                              |

#### Tabela pierwszego etapu
| Poz | Klub                    | Mecze | Zw | Rem | Por | Pkt | BrZd | BrStr |
| --- | ----------------------- | ----- | -- | --- | --- | --- | ---- | ----- |
| 1   | SE Palmeiras            | 28    | 18 | 7   | 3   | 43  | 34   | 11    |
| 2   | Grêmio Porto Alegre     | 28    | 15 | 10  | 3   | 40  | 28   | 13    |
| 3   | Cruzeiro EC             | 28    | 13 | 10  | 5   | 36  | 34   | 22    |
| 4   | Santos FC               | 28    | 13 | 9   | 6   | 35  | 39   | 20    |
| 5   | América Mineiro         | 28    | 11 | 13  | 4   | 35  | 30   | 16    |
| 6   | São Paulo               | 28    | 10 | 15  | 3   | 35  | 29   | 16    |
| 7   | Fortaleza               | 28    | 10 | 15  | 3   | 35  | 32   | 19    |
| 8   | Goiás EC                | 28    | 12 | 10  | 6   | 34  | 32   | 16    |
| 9   | EC Vitória              | 28    | 12 | 10  | 6   | 34  | 23   | 14    |
| 10  | Coritiba FBC            | 28    | 14 | 5   | 9   | 33  | 33   | 20    |
| 11  | SC Internacional        | 28    | 12 | 9   | 7   | 33  | 26   | 20    |
| 12  | Guarani FC              | 28    | 10 | 13  | 5   | 33  | 34   | 24    |
| 13  | Botafogo FR             | 28    | 10 | 11  | 7   | 31  | 29   | 20    |
| 14  | CR Vasco da Gama        | 28    | 10 | 11  | 7   | 31  | 27   | 20    |
| 15  | Corinthians Paulista    | 28    | 10 | 11  | 7   | 31  | 29   | 24    |
| 16  | Ceará SC                | 28    | 9  | 13  | 6   | 31  | 26   | 23    |
| 17  | EC Bahia                | 28    | 10 | 10  | 8   | 30  | 29   | 22    |
| 18  | SE Tiradentes           | 28    | 10 | 10  | 8   | 30  | 21   | 19    |
| 19  | Santa Cruz FC           | 28    | 9  | 12  | 7   | 30  | 30   | 33    |
| 20  | Atlético Mineiro        | 28    | 10 | 9   | 9   | 29  | 34   | 29    |
| 21  | Nacional FC             | 28    | 7  | 14  | 7   | 28  | 28   | 30    |
| 22  | Clube do Remo           | 28    | 11 | 5   | 12  | 27  | 25   | 28    |
| 23  | Fluminense FC           | 28    | 9  | 9   | 10  | 27  | 25   | 25    |
| 24  | CR Flamengo             | 28    | 11 | 4   | 13  | 26  | 31   | 34    |
| 25  | América Natal           | 28    | 9  | 8   | 11  | 26  | 33   | 36    |
| 26  | EC Comercial            | 28    | 9  | 8   | 11  | 26  | 30   | 36    |
| 27  | Desportiva Cariacica    | 28    | 8  | 9   | 11  | 25  | 20   | 22    |
| 28  | Athletico Paranaense    | 28    | 8  | 9   | 11  | 25  | 20   | 24    |
| 29  | Portuguesa              | 28    | 7  | 11  | 10  | 25  | 33   | 31    |
| 30  | Rio Negro               | 28    | 7  | 10  | 11  | 24  | 20   | 21    |
| 31  | Olaria AC               | 28    | 7  | 10  | 11  | 24  | 27   | 29    |
| 32  | Sport Recife            | 28    | 7  | 9   | 12  | 23  | 24   | 36    |
| 33  | CEUB EC                 | 28    | 8  | 6   | 14  | 22  | 23   | 33    |
| 34  | Náutico                 | 28    | 7  | 8   | 13  | 22  | 20   | 33    |
| 35  | Figueirense FC          | 28    | 5  | 12  | 11  | 22  | 15   | 29    |
| 36  | Clube de Regatas Brasil | 28    | 6  | 7   | 15  | 19  | 23   | 43    |
| 37  | America FC              | 28    | 5  | 9   | 14  | 19  | 22   | 34    |
| 38  | Paysandu SC             | 28    | 3  | 8   | 17  | 14  | 18   | 42    |
| 39  | Moto Club de São Luís   | 28    | 1  | 12  | 15  | 14  | 11   | 43    |
| 40  | CS Sergipe              | 28    | 4  | 5   | 19  | 13  | 11   | 48    |

### Drugi etap

#### Grupa 1

##### Kolejka 1
| Data             | Mecz                                                                |
| ---------------- | ------------------------------------------------------------------- |
| 12 stycznia 1974 | Corinthians Paulista – EC Bahia 2:2 Roberto, Vaguinho – Douglas (2) |
| 13 stycznia 1974 | SE Palmeiras – Coritiba FBC 0:0                                     |
| 13 stycznia 1974 | Atlético Mineiro – SC Internacional 0:0                             |
| 13 stycznia 1974 | CR Vasco da Gama – América Mineiro 1:2 Alcir – Juca Show, Cândido   |
| 13 stycznia 1974 | Ceará SC – SE Tiradentes 0:2 Joel, Marinho                          |

##### Kolejka 2
| Data             | Mecz                                                                           |
| ---------------- | ------------------------------------------------------------------------------ |
| 16 stycznia 1974 | EC Bahia – SE Palmeiras 0:0                                                    |
| 16 stycznia 1974 | América Mineiro – Ceará SC 4:1 Cândido, Pedro Omar, Juca Show, Dirceu – Samuel |
| 16 stycznia 1974 | Corinthians Paulista – Coritiba FBC 1:0 Roberto                                |
| 16 stycznia 1974 | SE Tiradentes – Atlético Mineiro 0:0                                           |
| 17 stycznia 1974 | CR Vasco da Gama – SC Internacional 1:2 Luís Carlos – Alfinete s, Claudiomiro  |

##### Kolejka 3
| Data             | Mecz                                                          |
| ---------------- | ------------------------------------------------------------- |
| 19 stycznia 1974 | EC Bahia – Ceará SC 2:1 Natal, Everaldo – Samuel              |
| 20 stycznia 1974 | SC Internacional – SE Palmeiras 0:0                           |
| 20 stycznia 1974 | Coritiba FBC – CR Vasco da Gama 0:0                           |
| 20 stycznia 1974 | Atlético Mineiro – Corinthians Paulista 2:0 Totonho, Reinaldo |
| 20 stycznia 1974 | SE Tiradentes – América Mineiro 0:2 Cândido (2)               |

##### Kolejka 4
| Data             | Mecz                                                                              |
| ---------------- | --------------------------------------------------------------------------------- |
| 23 stycznia 1974 | SE Palmeiras – América Mineiro 3:1 Leivinha (2), César – Cândido                  |
| 23 stycznia 1974 | EC Bahia – Atlético Mineiro 0:0                                                   |
| 23 stycznia 1974 | Coritiba FBC – Ceará SC 4:2 Bráulio (2), Tiăo Abatiá, Hidalgo – Edmar, Zé Eduardo |
| 23 stycznia 1974 | SC Internacional – SE Tiradentes 2:1 Claudiomiro, Dorinho – Sima                  |
| 24 stycznia 1974 | Corinthians Paulista – CR Vasco da Gama 1:1 Paulo Borges – Roberto Dinamite       |

##### Kolejka 5
| Data             | Mecz                                                               |
| ---------------- | ------------------------------------------------------------------ |
| 26 stycznia 1974 | América Mineiro – Atlético Mineiro 1:2 Juca Show – Romeu, Reinaldo |
| 26 stycznia 1974 | SE Palmeiras – Corinthians Paulista 0:0                            |
| 26 stycznia 1974 | CR Vasco da Gama – SE Tiradentes 2:0 Bill, Buglę                   |
| 26 stycznia 1974 | Ceará SC – SC Internacional 1:1 Zé Eduardo – Claudiomiro           |
| 26 stycznia 1974 | Coritiba FBC – EC Bahia 1:1 Negreiros – Tírson                     |

##### Kolejka 6
| Data             | Mecz                                                             |
| ---------------- | ---------------------------------------------------------------- |
| 30 stycznia 1974 | CR Vasco da Gama – Atlético Mineiro 1:1 Roberto Dinamite – Romeu |
| 30 stycznia 1974 | SE Tiradentes – EC Bahia 0:0                                     |
| 30 stycznia 1974 | América Mineiro – Corinthians Paulista 1:0 Cândido               |
| 30 stycznia 1974 | Coritiba FBC – SC Internacional 1:0 Paquito                      |
| 30 stycznia 1974 | SE Palmeiras – Ceará SC 3:0 Leivinha (2), Nei                    |

##### Kolejka 7
| Data          | Mecz                                                                  |
| ------------- | --------------------------------------------------------------------- |
| 2 lutego 1974 | Atlético Mineiro – Coritiba FBC 2:1 Reinaldo, Cláudio – Paquito       |
| 3 lutego 1974 | SE Tiradentes – SE Palmeiras 0:5 César (3), Édson, Ademir             |
| 3 lutego 1974 | Ceará SC – Corinthians Paulista 0:1 Geraldo s                         |
| 3 lutego 1974 | EC Bahia – CR Vasco da Gama 1:2 Marquinhos – Gaúcho, Roberto Dinamite |
| 3 lutego 1974 | SC Internacional – América Mineiro 1:0                                |

##### Kolejka 8
| Data          | Mecz                                                                |
| ------------- | ------------------------------------------------------------------- |
| 6 lutego 1974 | América Mineiro – Coritiba FBC 0:1 Nei                              |
| 6 lutego 1974 | SC Internacional – EC Bahia 2:1 Escurinho, Claudio Duarte – Altivo  |
| 6 lutego 1974 | Ceará SC – CR Vasco da Gama 0:2 Roberto Dinamite, Jorge Carvoeiro   |
| 6 lutego 1974 | Corinthians Paulista – SE Tiradentes 3:0 Lance, Rivelino, Adăozinho |
| 7 lutego 1974 | SE Palmeiras – Atlético Mineiro 3:0 Leivinha (2), César             |

##### Kolejka 9
| Data           | Mecz                                                          |
| -------------- | ------------------------------------------------------------- |
| 10 lutego 1974 | CR Vasco da Gama – SE Palmeiras 0:1 Ronaldo                   |
| 10 lutego 1974 | SC Internacional – Corinthians Paulista 0:0                   |
| 10 lutego 1974 | Coritiba FBC – SE Tiradentes 0:0                              |
| 10 lutego 1974 | Atlético Mineiro – Ceará SC 2:0 Cláudio, Totonho              |
| 10 lutego 1974 | EC Bahia – América Mineiro 2:2 Dendę, Baiaco – Cândido, Mário |

##### Tabela grupy 1
| Poz | Klub                 | Mecze | Zw | Rem | Por | Pkt | BrZd | BrStr |
| --- | -------------------- | ----- | -- | --- | --- | --- | ---- | ----- |
| 1   | SE Palmeiras         | 9     | 5  | 4   | 0   | 14  | 15   | 1     |
| 2   | SC Internacional     | 9     | 4  | 4   | 1   | 12  | 8    | 5     |
| 3   | Atlético Mineiro     | 9     | 4  | 4   | 1   | 12  | 9    | 6     |
| 4   | Coritiba FBC         | 9     | 3  | 4   | 2   | 10  | 8    | 6     |
| 5   | Corinthians Paulista | 9     | 3  | 4   | 2   | 10  | 8    | 6     |
| 6   | América Mineiro      | 9     | 4  | 1   | 4   | 9   | 13   | 11    |
| 7   | CR Vasco da Gama     | 9     | 3  | 3   | 3   | 9   | 10   | 8     |
| 8   | EC Bahia             | 9     | 1  | 6   | 2   | 8   | 9    | 10    |
| 9   | SE Tiradentes        | 9     | 1  | 3   | 5   | 5   | 3    | 14    |
| 10  | Ceará SC             | 9     | 0  | 1   | 8   | 1   | 5    | 21    |

#### Grupa 2

##### Kolejka 1
| Data             | Mecz                                                           |
| ---------------- | -------------------------------------------------------------- |
| 12 stycznia 1974 | Cruzeiro EC – Fortaleza 1:0 Lima                               |
| 13 stycznia 1974 | Grêmio Porto Alegre – Guarani FC 0:1 Lola                      |
| 13 stycznia 1974 | EC Vitória – Botafogo FR 1:2 Luís Carlos – Jairzinho, Zequinha |
| 13 stycznia 1974 | Goiás EC – São Paulo 2:2 Lincoln (2) – Terto, Piau             |
| 13 stycznia 1974 | Santa Cruz FC – Santos FC 1:1 Wílton – Brecha                  |

##### Kolejka 2
| Data             | Mecz                                                                         |
| ---------------- | ---------------------------------------------------------------------------- |
| 16 stycznia 1974 | Guarani FC – EC Vitória 1:1 Clayton – André                                  |
| 16 stycznia 1974 | Fortaleza – Grêmio Porto Alegre 0:1 Carlinhos                                |
| 16 stycznia 1974 | Goiás EC – Cruzeiro EC 0:1 Dirceu Lopes                                      |
| 16 stycznia 1974 | Botafogo FR – Santa Cruz FC 4:1 Dirceu, Marinho, Ferretti, Jairzinho – Ramón |
| 29 stycznia 1974 | Santos FC – São Paulo 1:2 Pelé – Silva, Mirandinha                           |

##### Kolejka 3
| Data             | Mecz                                                 |
| ---------------- | ---------------------------------------------------- |
| 19 stycznia 1974 | Cruzeiro EC – Santa Cruz FC 0:0                      |
| 20 stycznia 1974 | Botafogo FR – Santos FC 0:3 Edu, Nenę, Pelé          |
| 20 stycznia 1974 | São Paulo – Grêmio Porto Alegre 1:0 Ancheta s        |
| 20 stycznia 1974 | Guarani FC – Goiás EC 1:1 Alfredo – Paghetti         |
| 20 stycznia 1974 | EC Vitória – Fortaleza 2:1 André (2) – Amílton Rocha |

##### Kolejka 4
| Data             | Mecz                                                               |
| ---------------- | ------------------------------------------------------------------ |
| 23 stycznia 1974 | São Paulo – Guarani FC 3:0 Mirandinha (3)                          |
| 23 stycznia 1974 | Fortaleza – Santos FC 1:5 Geraldino – Pelé (2), Nenę, Mazinho, Leo |
| 23 stycznia 1974 | Grêmio Porto Alegre – Goiás EC 1:0 Tarciso                         |
| 23 stycznia 1974 | Cruzeiro EC – Botafogo FR 1:1 Nelinho – Dirceu                     |
| 24 stycznia 1974 | EC Vitória – Santa Cruz FC 2:1 André, Osni – Ramón                 |

##### Kolejka 5
| Data             | Mecz                                                                        |
| ---------------- | --------------------------------------------------------------------------- |
| 26 stycznia 1974 | Grêmio Porto Alegre – Santos FC 1:0 Carlinhos                               |
| 26 stycznia 1974 | Santa Cruz FC – São Paulo 0:2 Mirandinha, Terto                             |
| 26 stycznia 1974 | Goiás EC – Botafogo FR 2:0 Lincoln (2)                                      |
| 26 stycznia 1974 | Cruzeiro EC – EC Vitória 6:1 Palhinha (3), Dirceu Lopes (2), Nelinho – Osni |
| 26 stycznia 1974 | Fortaleza – Guarani FC 1:2 Zé Roberto – Darci, Bezerra                      |

##### Kolejka 6
| Data             | Mecz                                                            |
| ---------------- | --------------------------------------------------------------- |
| 30 stycznia 1974 | Grêmio Porto Alegre – Cruzeiro EC 1:1 Tarciso – Nelinho         |
| 30 stycznia 1974 | Santa Cruz FC – Goiás EC 1:0 Luciano                            |
| 31 stycznia 1974 | São Paulo – Fortaleza 1:0 Chicăo                                |
| 31 stycznia 1974 | Santos FC – EC Vitória 1:0 Edu                                  |
| 31 stycznia 1974 | Botafogo FR – Guarani FC 2:1 Carlos Roberto, Ferretti – Afrânio |

##### Kolejka 7
| Data          | Mecz                                                              |
| ------------- | ----------------------------------------------------------------- |
| 2 lutego 1974 | Fortaleza – Santa Cruz FC 2:3 Lucinho, Louro – Luciano (2), Ramón |
| 3 lutego 1974 | Botafogo FR – Grêmio Porto Alegre 3:0 Nílson (2), Jairzinho       |
| 3 lutego 1974 | Cruzeiro EC – São Paulo 1:0 Dirceu Lopes                          |
| 3 lutego 1974 | Santos FC – Guarani FC 2:0 Pelé, Nenę                             |
| 3 lutego 1974 | Goiás EC – EC Vitória 1:2 Paghetti – Didi, Osni                   |

##### Kolejka 8
| Data          | Mecz                                                                              |
| ------------- | --------------------------------------------------------------------------------- |
| 6 lutego 1974 | Santos FC – Goiás EC 4:4 Nenę (3), Emílio s – Paghetti (3), Lucinho               |
| 6 lutego 1974 | Santa Cruz FC – Grêmio Porto Alegre 0:1 Humberto Ramos                            |
| 6 lutego 1974 | EC Vitória – São Paulo 0:2 Silva, Mirandinha                                      |
| 6 lutego 1974 | Botafogo FR – Fortaleza 6:1 Nílson (3), Jairzinho, Zé Paulo s, Puruca – Geraldino |
| 7 lutego 1974 | Guarani FC – Cruzeiro EC 1:2 Ednaldo – Palhinha, Baiano                           |

##### Kolejka 9
| Data           | Mecz                                                   |
| -------------- | ------------------------------------------------------ |
| 9 lutego 1974  | São Paulo – Botafogo FR 0:0                            |
| 9 lutego 1974  | Grêmio Porto Alegre – EC Vitória 1:0 Carlinhos         |
| 10 lutego 1974 | Santos FC – Cruzeiro EC 0:0                            |
| 10 lutego 1974 | Santa Cruz FC – Guarani FC 2:1 Ramón (2) – Sérgio Luís |
| 10 lutego 1974 | Fortaleza – Goiás EC 0:0                               |

##### Tabela grupy 2
| Poz | Klub                | Mecze | Zw | Rem | Por | Pkt | BrZd | BrStr |
| --- | ------------------- | ----- | -- | --- | --- | --- | ---- | ----- |
| 1   | São Paulo           | 9     | 6  | 2   | 1   | 14  | 13   | 4     |
| 2   | Cruzeiro EC         | 9     | 5  | 4   | 0   | 14  | 13   | 4     |
| 3   | Botafogo FR         | 9     | 5  | 2   | 2   | 12  | 18   | 10    |
| 4   | Grêmio Porto Alegre | 9     | 5  | 1   | 3   | 11  | 6    | 6     |
| 5   | Santos FC           | 9     | 4  | 3   | 2   | 11  | 17   | 9     |
| 6   | Santa Cruz FC       | 9     | 3  | 2   | 4   | 8   | 9    | 13    |
| 7   | EC Vitória          | 9     | 3  | 1   | 5   | 7   | 9    | 16    |
| 8   | Guarani FC          | 9     | 2  | 2   | 5   | 6   | 8    | 14    |
| 9   | Goiás EC            | 9     | 1  | 4   | 4   | 6   | 10   | 12    |
| 10  | Fortaleza           | 9     | 0  | 1   | 8   | 1   | 6    | 21    |

### Etap finałowy

#### Kolejka 1
| Data           | Mecz                                                                             |
| -------------- | -------------------------------------------------------------------------------- |
| 13 lutego 1974 | São Paulo – SC Internacional 4:1 Mirandinha (2), Pedro Rocha, Piau – Claudiomiro |
| 13 lutego 1974 | Cruzeiro EC – SE Palmeiras 0:1 Edu                                               |

#### Kolejka 2
| Data           | Mecz                                                                 |
| -------------- | -------------------------------------------------------------------- |
| 17 lutego 1974 | SE Palmeiras – SC Internacional 2:1 Ronaldo, Luís Pereira – Figueroa |
| 17 lutego 1974 | Cruzeiro EC – São Paulo 1:0 Palhinha                                 |

#### Kolejka 3
| Data           | Mecz                                         |
| -------------- | -------------------------------------------- |
| 20 lutego 1974 | SC Internacional – Cruzeiro EC 1:0 Escurinho |
| 20 lutego 1974 | SE Palmeiras – São Paulo 0:0                 |

#### Tabela grupy finałowej
| Poz | Klub             | Mecze | Zw | Rem | Por | Pkt | BrZd | BrStr |
| --- | ---------------- | ----- | -- | --- | --- | --- | ---- | ----- |
| 1   | SE Palmeiras     | 3     | 2  | 1   | 0   | 5   | 3    | 1     |
| 2   | São Paulo        | 3     | 1  | 1   | 1   | 3   | 4    | 2     |
| 3   | Cruzeiro EC      | 3     | 1  | 0   | 2   | 2   | 1    | 2     |
| 4   | SC Internacional | 3     | 1  | 0   | 2   | 2   | 3    | 6     |

### Finał
| SE Palmeiras – São Paulo 0:0 |
| 20 lutego 1974 São Paulo Estádio do Morumbi (66 559) SE Palmeiras – São Paulo 0:0 Sędzia: Arnaldo César Coelho SE Palmeiras (trener Oswaldo Brandão): Leão – Eurico, Luís Pereira, Alfredo, Zeca, Dudu, Ronaldo, Ademir da Guia, Leivinha, César, Nei São Paulo Futebol Clube (trener José Poy): Waldir Peres – Forlan (Nélson), Paranhos, Arlindo, Gilberto, Chicão, Zé Carlos, Pedro Rocha, Terto, Mirandinha, Piau - wobec remisu mistrzem został Palmeiras, gdyż zajął wyższe miejsce w tabeli grupy finałowej |

Mistrzem Brazylii w 1973 roku został klub SE Palmeiras, a wicemistrzem Brazylii – São Paulo.

## Końcowa klasyfikacja sezonu 1973
| Poz | Klub                    | Mecze | Zw | Rem | Por | Pkt | BrZd | BrStr |
| --- | ----------------------- | ----- | -- | --- | --- | --- | ---- | ----- |
| 1   | SE Palmeiras            | 40    | 25 | 12  | 3   | 62  | 52   | 13    |
| 2   | São Paulo               | 40    | 17 | 18  | 5   | 52  | 46   | 22    |
| 3   | Cruzeiro EC             | 40    | 19 | 14  | 7   | 52  | 48   | 28    |
| 4   | SC Internacional        | 40    | 17 | 13  | 10  | 47  | 37   | 31    |
| 5   | Grêmio Porto Alegre     | 37    | 20 | 11  | 6   | 51  | 34   | 19    |
| 6   | Santos FC               | 37    | 17 | 12  | 8   | 46  | 56   | 29    |
| 7   | América Mineiro         | 37    | 15 | 14  | 8   | 44  | 43   | 27    |
| 8   | Coritiba FBC            | 37    | 17 | 9   | 11  | 43  | 41   | 26    |
| 9   | Botafogo FR             | 37    | 15 | 13  | 9   | 43  | 47   | 30    |
| 10  | EC Vitória              | 37    | 15 | 11  | 11  | 41  | 32   | 30    |
| 11  | Atlético Mineiro        | 37    | 14 | 13  | 10  | 41  | 43   | 35    |
| 12  | Corinthians Paulista    | 37    | 13 | 15  | 9   | 41  | 37   | 30    |
| 13  | Goiás EC                | 37    | 13 | 14  | 10  | 40  | 42   | 28    |
| 14  | CR Vasco da Gama        | 37    | 13 | 14  | 10  | 40  | 37   | 28    |
| 15  | Guarani FC              | 37    | 12 | 15  | 10  | 39  | 42   | 38    |
| 16  | Santa Cruz FC           | 37    | 12 | 14  | 11  | 38  | 39   | 46    |
| 17  | EC Bahia                | 37    | 11 | 16  | 10  | 38  | 38   | 32    |
| 18  | Fortaleza               | 37    | 10 | 16  | 11  | 36  | 38   | 40    |
| 19  | SE Tiradentes           | 37    | 11 | 13  | 13  | 35  | 24   | 33    |
| 20  | Ceará SC                | 37    | 9  | 14  | 14  | 32  | 31   | 44    |
| 21  | Nacional FC             | 28    | 7  | 14  | 7   | 28  | 28   | 30    |
| 22  | Clube do Remo           | 28    | 11 | 5   | 12  | 27  | 25   | 28    |
| 23  | Fluminense FC           | 28    | 9  | 9   | 10  | 27  | 25   | 25    |
| 24  | CR Flamengo             | 28    | 11 | 4   | 13  | 26  | 31   | 34    |
| 25  | América Natal           | 28    | 9  | 8   | 11  | 26  | 33   | 36    |
| 26  | EC Comercial            | 28    | 9  | 8   | 11  | 26  | 30   | 36    |
| 27  | Desportiva Cariacica    | 28    | 8  | 9   | 11  | 25  | 20   | 22    |
| 28  | Athletico Paranaense    | 28    | 8  | 9   | 11  | 25  | 20   | 24    |
| 29  | Portuguesa              | 28    | 7  | 11  | 10  | 25  | 33   | 31    |
| 30  | Rio Negro               | 28    | 7  | 10  | 11  | 24  | 20   | 21    |
| 31  | Olaria AC               | 28    | 7  | 10  | 11  | 24  | 27   | 29    |
| 32  | Sport Recife            | 28    | 7  | 9   | 12  | 23  | 24   | 36    |
| 33  | CEUB EC                 | 28    | 8  | 6   | 14  | 22  | 23   | 33    |
| 34  | Náutico                 | 28    | 7  | 8   | 13  | 22  | 20   | 33    |
| 35  | Figueirense FC          | 28    | 5  | 12  | 11  | 22  | 15   | 29    |
| 36  | Clube de Regatas Brasil | 28    | 6  | 7   | 15  | 19  | 23   | 43    |
| 37  | America FC              | 28    | 5  | 9   | 14  | 19  | 22   | 34    |
| 38  | Paysandu SC             | 28    | 3  | 8   | 17  | 14  | 18   | 42    |
| 39  | Moto Club de São Luís   | 28    | 1  | 12  | 15  | 14  | 11   | 43    |
| 40  | CS Sergipe              | 28    | 4  | 5   | 19  | 13  | 11   | 48    |